# Mediaș
Mediaș (en allemand Mediasch, en hongrois Medgyes) est une ville du județ de Sibiu en Roumanie. Elle comptait 53 564 habitants en 2011.

## Géographie
La ville se situe sur le cours de Târnava Mare, à 39 km de Sighișoara, 41 km de Blaj et 55 km de Sibiu.

## Histoire
La ville fut fondée à la fin du XIIe siècle, voire au début du XIIIe siècle par des colons allemands invités par plusieurs rois de la Hongrie. Jusqu'au XVIe siècle Mediaș se développa dans un important centre commercial, politique et culturel.
La première église roumaine de la ville fut édifiée en 1826 par l'évêque grec-catholique Ioan Bob (en), qui y fonda aussi la première école de langue roumaine.

## Démographie
En 2002, la population de Mediaș s’élevait à 55 153 habitants, appartenant à plusieurs communautés ethniques : 45 376 Roumains, 6 554 Hongrois, 1 959 Roms, 1 150 Allemands et 114 autres.
Lors du recensement de 2011, 76,73 % de la population se déclarent roumains, 9,63 % comme hongrois, 4,04 % comme roms et 1,48 % comme allemands (7,9 % ne déclarent pas d'appartenance ethnique et 0,19 % déclarent appartenir à une autre ethnie).

## Politique
| Période                                  | Période  | Identité         | Étiquette                | Qualité |
| ---------------------------------------- | -------- | ---------------- | ------------------------ | ------- |
| Les données manquantes sont à compléter. |          |                  |                          |         |
| 2000                                     | 2004     | Teodor Plopeanu  | APR                      |         |
| 2004                                     | 2009     | Daniel Thellmann | FDGR (jusqu'en 2009) PDL |         |
| 2009                                     | 2016     | Teodor Neamțu    | PDL, puis PNL            |         |
| 2016                                     | En cours | Gheorghe Roman   | PNL                      |         |

| Parti | Parti                                      | Sièges |
| ----- | ------------------------------------------ | ------ |
|       | Parti national libéral (PNL)               | 10     |
|       | Parti social-démocrate (PSD)               | 7      |
|       | Union démocrate magyare de Roumanie (UDMR) | 2      |
|       | Parti Mouvement populaire (PMP)            | 2      |

## Éducation
La ville dispose de dix collèges et de cinq lycées.

## Économie
La ville se trouve au centre d'une réputée région viticole. À partir de 1900, Mediaș est aussi l'un des plus importants centres d'exploitation du gaz méthane de la Roumanie.

## Tourisme
Véritable musée en plein air, Mediaș a bien préservé son patrimoine architectural qui présente une riche palette de styles : gothique, renaissance, baroque, néoclassique et sécession. En outre, la ville a aussi préservé une bonne partie de ses ouvrages de fortification : 17 tours et bastions, des remparts d'une hauteur de plus de 7 mètres, ainsi que trois portes principales et quatre portes secondaires d'accès. L'église fortifiée Sfânta Margareta (de) du centre-ville se vante d'un précieux ensemble de fresques gothiques, alors que l'horloge de sa tour montre les phases de la lune.
La localité de Moșna, qui abrite une imposante église fortifiée, se trouve à 10 km de Mediaș sur la route vers Agnita (petite ville médiévale avec une église fortifiée). À 18 km de Mediaș il y a la station balnéaire de Bazna (petite localité médiévale, mentionnée dès 1302, possédant une puissante église fortifiée). La station bénéficie de plusieurs sources d'eau minérale, riche en sels, et de boues minérales et salées.

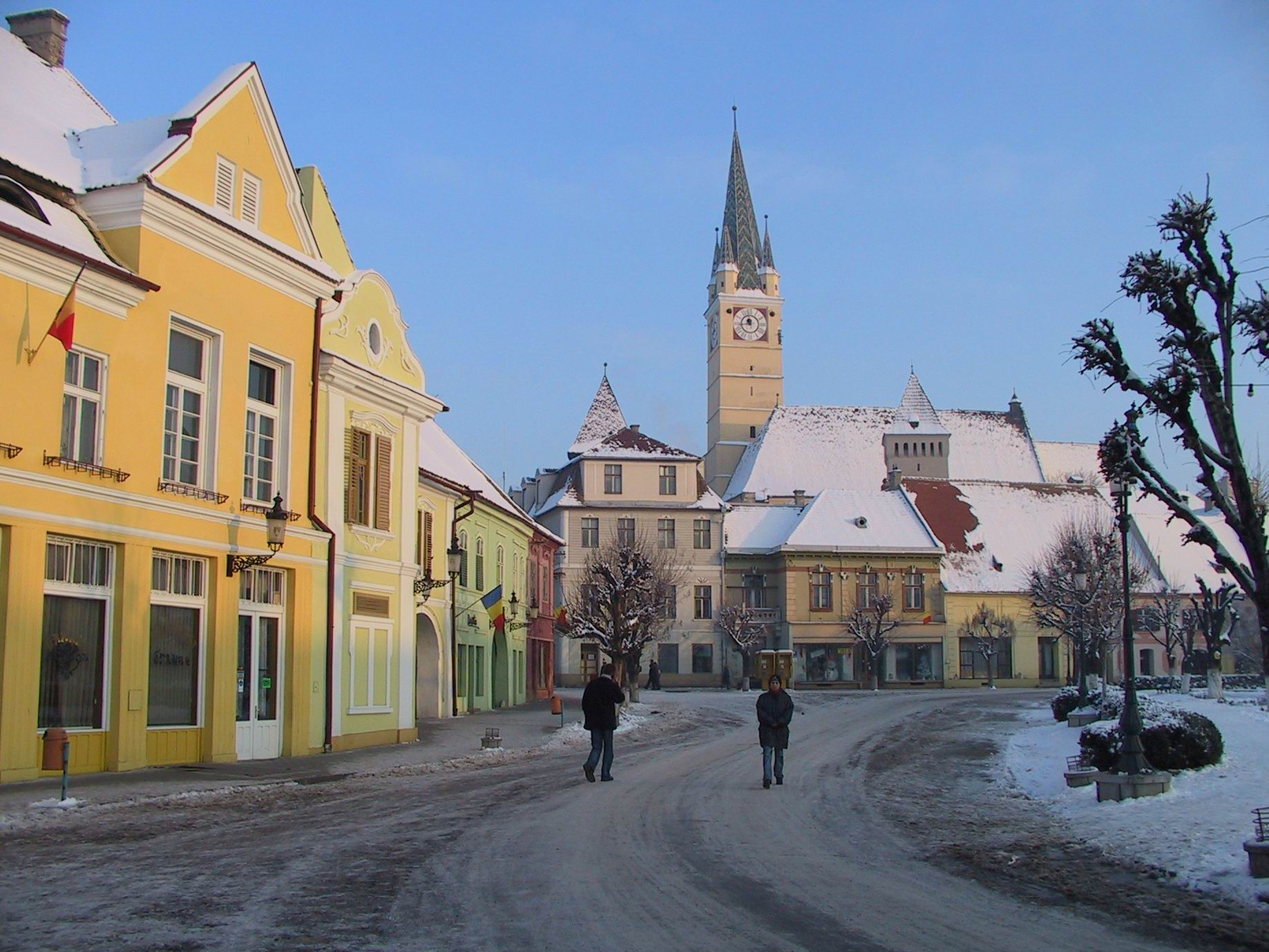
Centre-ville avec l'église Sainte-Marguerite (de) en arrière-plan.
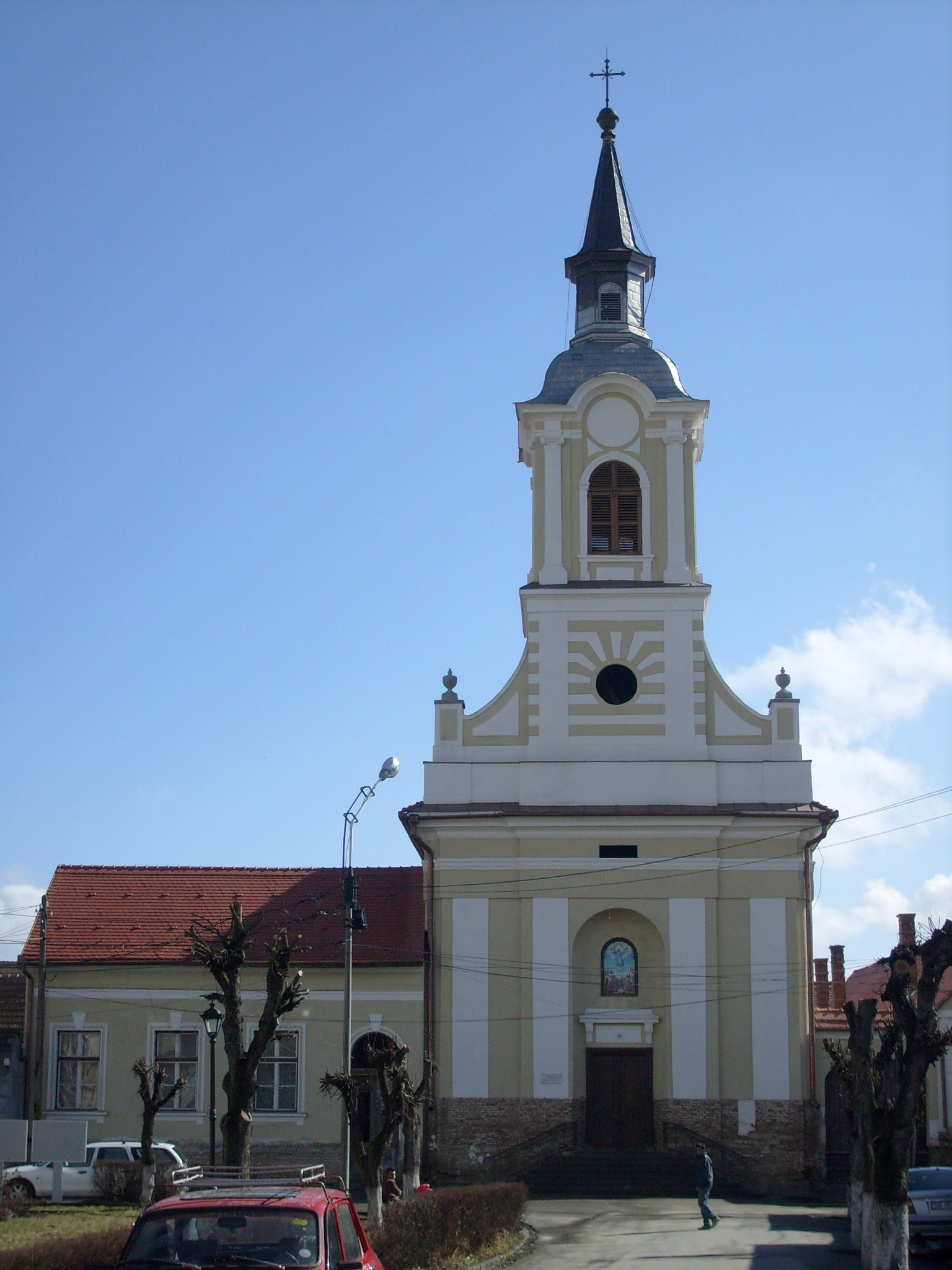
Église Ioan Bob.
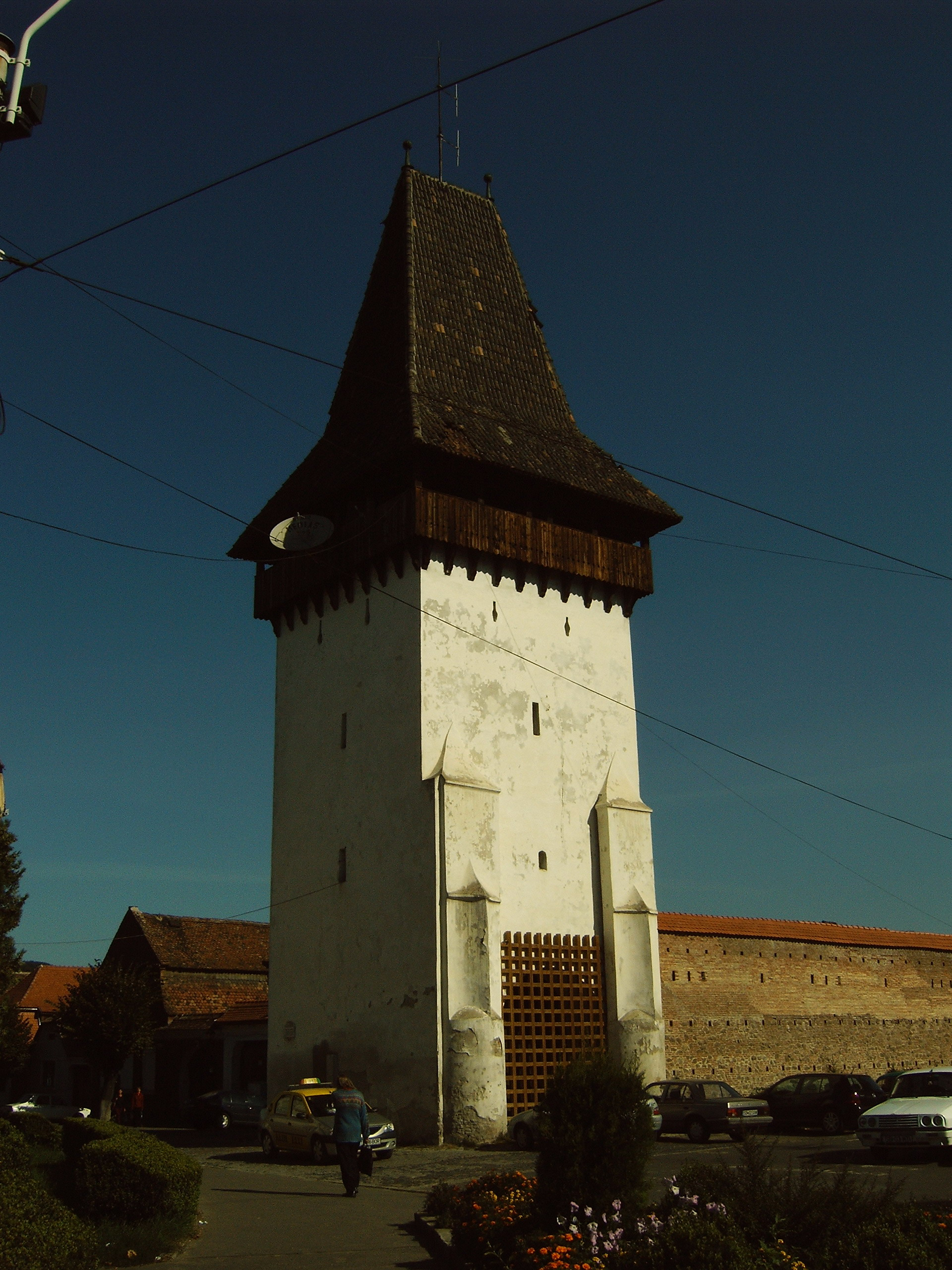
Tour Forkesch.
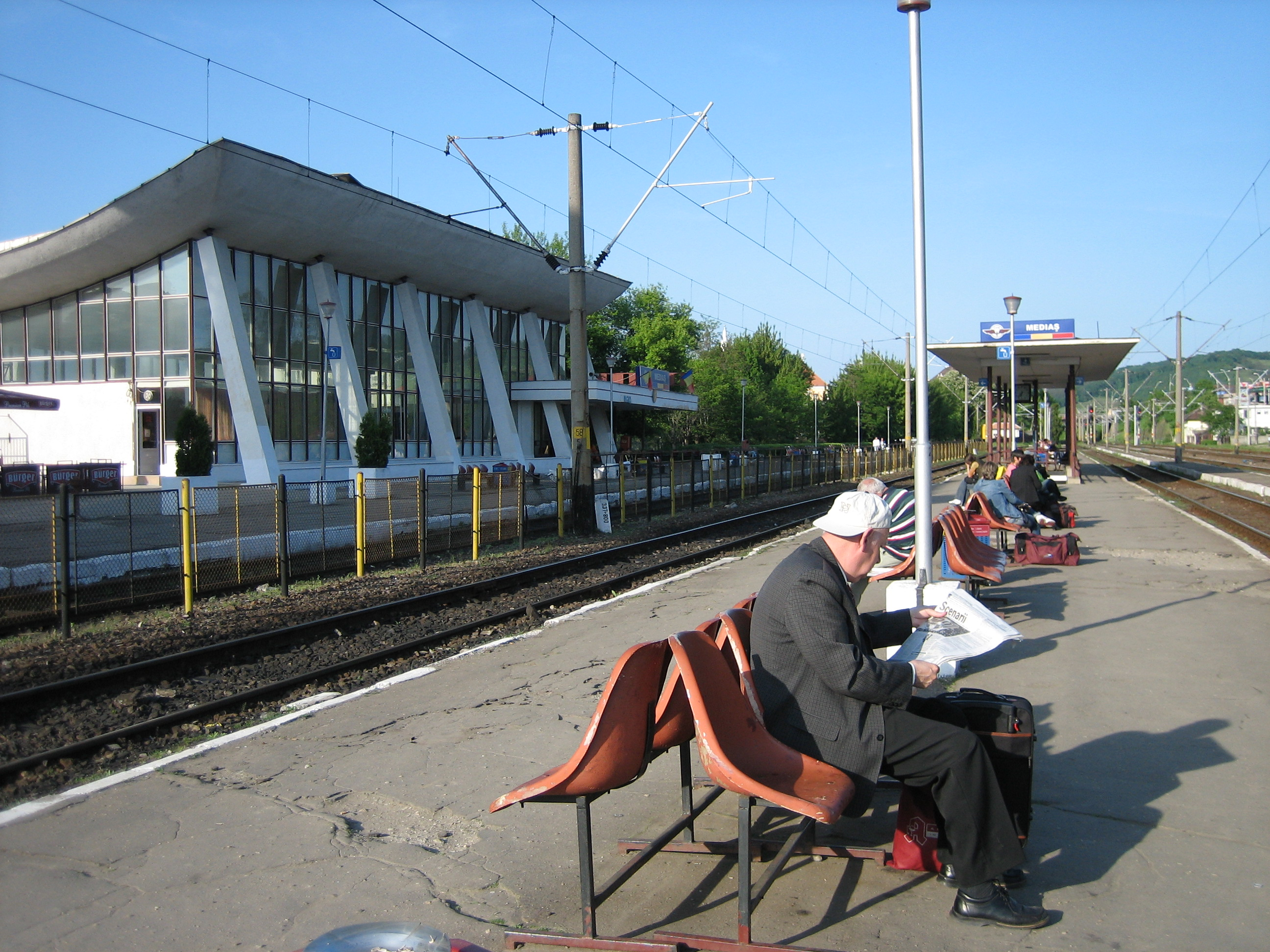
La gare

## Sport
- Football : Gaz Metan Mediaș
- Basket-ball : CSM Mediaș

## Personnalités
- Augustin Vancea : né le 19 décembre 1892 à Parhida et décédé le 3 août 1973 à Cluj (80 ans), Augustin Vancea est un géologue roumain, membre correspondant (1963) de l'Académie roumaine. Il s'est illustré dans le domaine de la recherche et de l'exploitation du gaz méthane. Durant toute sa carrière, il a étudié les gisements néozoïques de Transylvanie, afin d'élucider la séquence des étages stratigraphiques du bassin des collines de Târnavel et d'évaluer de nouvelles ressources gazières. Son lieu de travail était à Mediaș, dans l'usine de gaz méthane. Ici, il disposait à la fois de la matière première de recherche et de la technologie nécessaire à la recherche. Dans son étude "Recherche géologique dans la région de Grebeniș-Dobra", Vancea réalise une caractérisation géologique détaillée tant des éléments de surface que des gisements profonds, des dômes de gaz de Grebeniș et Dobra. Augustin Vancea a étudié des dépôts profonds, à travers des forages dépassant 790 m. Dans l'intervalle 1 600 m - 2 293 m, il a étudié une zone marneuse avec plusieurs intercalations de sables minces, avec quelques couches de sel macrocristallin, blanc ou gris. Une autre de ses œuvres est "La frontière Miocène-Pliocène dans le bassin de Transylvanie". Avec L. Ungureanu, A. Vancea est l'auteur de l'article "Sur la corrélation des dépôts Mio-Pliocène du bassin de Transylvanie sur la base de la microfaune". Á travers ce travail, il pose les bases de corrélations de faciès de même âge géologique sur une grande surface sédimentaire, avec des preuves de forages, avec des similitudes fossiles et structurelles. Les principales études géologiques d'Augustin Vancea sont regroupées dans l'ouvrage bien connu "Le Néogène du bassin de Transylvanie", avec une importance dans la recherche et la connaissance de la stratigraphie et de la tectonique de la dépression vallonnée de Transylvanie.

- Horațiu Potra (1970), mercenaire né à Mediaș.